# Filtro IIR
Um filtro IIR (do inglês Infinite Impulse Response) é um filtro digital com resposta ao impulso de duração infinita.
Este tipo de filtro digital recursivo, tem uma resposta ao impulso infinitamente longa. Ele calcula a saída baseado não apenas nos sinais de entrada, mas também com base nas saídas anteriores. Por conta disso, ele pode gerar uma saída mesmo na ausência de sinal de entrada, pois há um componente recursivo, daí a qualidade "infinita", podendo funcionar como oscilador ou gerador de sinais.